# 1985 en jeu vidéo
Cet article présente les faits marquants de l'année 1985 concernant le jeu vidéo.

## Événements
- Sortie de la SG-1000 Mark III au Japon (qui deviendra la Master System dans le reste du monde).
- Lancement du premier Commodore Amiga, l'Amiga 1000, un ordinateur personnel 16/32bit.
- Lancement de l'Atari 520ST, un ordinateur personnel 16/32bit.
- Création de sociétés : Cinemaware, Titus Interactive, Westwood Studios

## Principales sorties de jeux
- 13 septembre : sortie de Super Mario Bros. de Nintendo au Japon, réalisé par Shigeru Miyamoto.
- Autoduel de Origin Systems, jeu de missions et de combat de voitures dans l'univers de Car Wars
- Sortie de My Hero de Sega en arcade, un des premiers beat them all.

## Récompenses
Tilt d'or 1985
- Meilleur logiciel d'action : Skyfox de Electronic Arts
- Meilleur logiciel de combat : The Way of the Exploding Fist de Melbourne House
- Meilleure simulation sportive : Summer Games II de Epyx
- Meilleure simulation guerrière : The Dam Busters de Sydney Development
- Meilleure simulation de conduite automobile : Road Race de Activision
- Meilleur flipper (ex æquo) : Macadam Bumper de ERE Informatique et Cobra Pinball de Cobrasoft
- Meilleur logiciel d'aventure/action (ex æquo) : Sorcery de Virgin Games et Cauldron de Palace Software
- Meilleur logiciel d'aventure : La Bête du Gévaudan de CIL
- Meilleur logiciel de réflexion : Scrabble de Psion
- Meilleur logiciel de stratégie/action : Boulder Dash de First Star
- Meilleur logiciel de stratégie : Archon II: Adept de Electronic Arts
- Meilleur logiciel d'échecs : QL Chess de Psion
- Meilleur logiciel éducatif : Max the Globe Trotter de Micro Lingua
- Meilleure mise en image : Karateka de Jordan Mechner
- Meilleure musique : Mugsy de Melbourne House
- Meilleure animation sonore : Olé! de Firebird
- Logiciel le plus original : Spy vs Spy de First Star